# 洛厄爾鎮區 (堪薩斯州切羅基縣)
洛厄爾鎮區（英語：Lowell Township）為美國堪薩斯州切羅基縣的鎮區。2010年美国人口普查中該鎮區人口有675人。

## 地理
洛厄爾鎮區涵蓋面積34.45平方（13.30平方英里），位在加利納西北部。

### 墓園
根據美國地質調查局的資料，此鎮區擁有3座墓園：
- 波士頓米爾斯墓園（Boston Mills Cemetery）
- 希爾克雷斯特墓園（Hillcrest Cemetery）
- 史蒂文森墓園（Stevenson Cemetery）

### 溪流
通過此鎮區的溪流有：
- 肖尼溪（Shawnee Creek）
- 肖特溪（Short Creek）
- 斯普林支流（Spring Branch）

## 人口統計
根據2010年美國人口普查，洛厄爾鎮區人口有675人，住房281戶，人口密度為19.59人/每平方公里。此鎮區居民之種族有88.74%為白人；0.3%為非裔美洲人；4.89%為美洲原住民；0.44%為亞洲人；0%為太平洋島民；0.3%為其他種族；另外有5.33%為混血種族。而西班牙裔或拉丁裔美洲人佔此鎮區人口的2.37%。

## 外部連結
- City-Data.com （页面存档备份，存于）